# Ato Institucional n.º 3
O Ato Institucional Número Três (AI-3) foi baixado pelo Presidente Humberto de Alencar Castelo Branco em 5 de fevereiro de 1966, dispondo sobre eleições indiretas nacionais, estaduais e municipais e permitindo que Senadores e Deputados Federais ou Estaduais, com prévia licença, exerçam o cargo de Prefeito de capital de Estado. Faz parte de uma série de 17 Atos Institucionais, normas e decretos elaborados no período de 1964 a 1969, durante o regime militar no Brasil, visando legitimar e legalizar as ações políticas dos militares, alterando o funcionamento da Constituição Federal de 1946 e, após sua edição, a de 1967. Foram editadas pelos Comandantes-em-Chefe do Exército, da Marinha e da Aeronáutica ou pelo Presidente da República, com o respaldo do Conselho de Segurança Nacional. Todas estas normas estavam acima de todas as outras e até mesmo da Constituição. Este ato não está mais em vigor desde 1978, quando o Art. 3º da Emenda Constitucional nº 11 revoga todos os atos, no que contrariava a Constituição Federal, ressalvados os efeitos dos atos praticados com bases neles, os quais estão excluídos de apreciação judicial.

## Principais determinações do AI-3
Após o AI-2 estabelecer o bipartidarismo e eleições indiretas para a Presidência e Vice-Presidência, o AI-3 modifica o regime eleitoral também em nível estadual e municipal. O AI-3 determinava no Art. 1º que a eleição de Governadores e Vice-Governadores seria indireta, e se faria pela maioria absoluta dos membros da Assembleia Legislativa, em sessão pública e votação nominal. Pelo Art. 4º, os Prefeitos das Capitais Estaduais não seriam mais eleitos e sim indicados por nomeação pelos Governadores, mediante aprovação prévia da Assembleia Legislativa. No mesmo artigo, no § 2º, permite-se que Senadores e Deputados Federais ou Estaduais, com prévia licença, exercessem o cargo de Prefeito de Capital de Estado. O AI-3 também convocava, no seu Art. 5º, novas eleições para Governadores e Vice-Governadores de Estado para 3 de setembro; Presidente e Vice-Presidente da República, para 3 de outubro; e de Senadores e Deputados Federais e Estaduais, em 15 de novembro de 1966. Em seu Art. 6º, excluía de apreciação judicial os atos praticados com fundamento no presente Ato institucional e nos atos complementares dele, o que significa que não se poderia contestar judicialmente a legalidade da decisão tomada, reforçando a tese de que o regime estava, aos poucos, endurecendo.

## Antecedentes
O AI-3, assim como seu antecessor, fez-se necessário após a primeira parte das eleições estaduais de 1966. Onze, dos 22 estados existentes então, tiveram eleições realizadas no ano anterior, em 3 de outubro de 1965. Foram eles Alagoas, Goiás, Guanabara, Maranhão, Mato Grosso, Minas Gerais, Pará, Paraíba, Paraná, Rio Grande do Norte e Santa Catarina, apesar do resultado do pleito em Alagoas não ser validado por questões legais. Em cinco destes, o governo encontrou forte oposição nas urnas, inclusive nos importantes estados da Guanabara, com Negrão de Lima, e Minas Gerais, com Israel Pinheiro, ambos do PSD.
Para evitar que a situação se repetisse, o AI-2, baixado em 27 de outubro, apenas 24 dias após as eleições, extingue os antigos partidos políticos e cria a ARENA e o MDB, enquanto o AI-3, de fevereiro do ano seguinte, transforma as eleições de 1966 em indiretas, com sessão pública e votação nominal, colocando pressão no colégio eleitoral.

## Resultado
A estratégia é bem sucedida: todos os onze estados remanescentes, mais o estado de Alagoas que teve nova eleição, elegeram os candidatos da ARENA. Além das eleições estaduais, o partido governista também venceu a disputa para Senador em 18 dos 22 estados, além de conquistar 277 cadeiras da Câmara dos Deputados, contra 132 do MDB.

## Signatários
O ato institucional foi assinado, na ordem em que os nomes aparecem no documento oficial, por:
- Humberto de Alencar Castelo Branco
- Mem de Azambuja Sá
- Zilmar Campos de Araripe Macedo
- Décio Palmeiro de Escobar
- Juracy Magalhães
- Eduardo Gomes